# Оливейра, Матеус
Мате́ус де Андра́де Га́ма де Оливе́йра (порт.-браз. Mattheus de Andrade Gama de Oliveira; 7 июля 1994, Рио-де-Жанейро) — бразильский футболист, полузащитник эмиратского «Ан-Наср».

## Биография
Сын бразильского футболиста Бебето. Ему дали имя в честь немецкого футболиста Лотара Маттеуса. Матеус Оливейра стал известен уже через два дня после рождения: его отец Бебето с партнёрами по сборной Бразилии отпраздновали гол в ворота сборной Нидерландов в четвертьфинале чемпионате мира 1994 года символическим «качанием ребёнка», посвятив его новорождённому.
С 2006 года играл в молодёжной команде футбольного клуба «Фламенго» из родного города.
В 2012 году подписал контракт и перешёл в состав основной команды.
Сыграл в составе молодёжной сборной Бразилии на чемпионате Южной Америки среди молодёжных команд в Аргентине.